# Julio Frenk

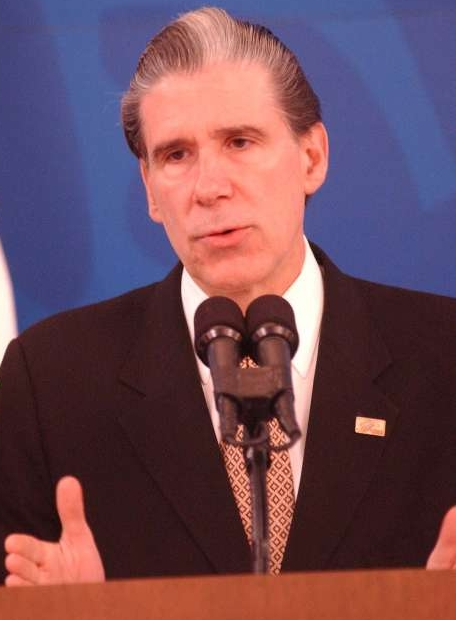
Julio Frenk Mora

Dr. Julio Frenk Mora (Mexico-Stad, 20 december 1953) is een Mexicaans medicus en politicus.
Frenk studeerde aan de Nationale Autonome Universiteit van Mexico (UNAM) en de Universiteit van Michigan. In 1998 werd hij Directeur van Bewijs en Informatie voor Beleid aan de Wereldgezondheidsorganisatie (WHO) in Genève. In 2000 benoemde Vicente Fox hem tot Minister van Gezondheid.
In juli 2005 kwam hij in aanvaring met de conservatieve katholiek Carlos Abascal, Minister van Binnenlandse Zaken, na Frenks besluit de morning-afterpil te gaan verstrekken in overheidsklinieken. Nadat aartsbisschop van Mexico-Stad Norberto Rivera verklaarde dat zoiets niet kon worden ingevoerd zonder publiek debat, verklaarde Abascal dat zo'n debat inderdaad plaats zou gaan vinden, wat Frenk ontkende.
Frenk is auteur van 28 boeken en heeft verschillende medische en wetenschappelijke prijzen gewonnen.